# Isabel de Josa
Isabel de Josa o Isabel Joana d'Orrit, Lleida, vers l'octubre de 1490 - Vercelli (Itàlia), 5 de març de 1564 fou una humanista i predicadora catalana, protectora d'Ignasi de Loiola.

## Biografia

### Naixement i família
Isabel Joana d'Orrit i Pagès, era filla del jurista Vicenç Orrit i de Miquela Pagès, família d'origen lleidatà. Tant el seu pare com l'avi matern, Joan Pagès, eren membres destacats de la prohomenia de Lleida i encara que gaudien de bona posició no eren nobles. Per raons del treball del pare van haver-se de traslladar a viure a Barcelona, on van residir, primer a la Riera de Sant Joan i després a unes cases del carrer del Forn de Ripoll. Isabel d'Orrit va néixer molt probablement a Lleida.
Isabel va contraure matrimoni amb Guillem Ramon de Josa i de Cardona, fill de Gaspar Joan de Josa i de Maciana de Cardona, l'any 1509 a Barcelona, en un ofici celebrat per Jaume Fiella, canonge i degà de la Catedral de Barcelona.
Els Josa era un llinatge de la petita noblesa catalana procedent de la vall de la Vansa, als Pirineus, una branca del qual es va establir a Solsona. Eren senyors de Madrona, Altés, Ogern, Ceuró, Pinós i Castellar. Guillem Ramon n'era hereu.
El matrimoni Josa-Orrit, va tenir tres fills: Maciana (1510), Guillem (1515) i Anna (1517), filla pòstuma.
Guillem Ramon de Josa i de Cardona va morir el 1517, quedant Isabel viuda amb només 26 anys i amb tres fills petits.

### Educació
Isabel va gaudir d'un ensenyament al qual només tenien accés les noies nobles, ja que sabem que va arribar a ser una dona culta i amb grans coneixements de les llengües llatina, grega i hebrea, així com en teologia, particularment la de Duns Escot. També es va destacar pel suport al col·lectiu femení, garantint amb els seus béns els dots de les dones amb limitada capacitat econòmica. Sabem que va exercir de mestra de noies òrfenes com ho testimonia la seva contribució a la fundació de la casa dels infants orfes, recollint a les òrfenes al monestir de Santa Maria del Peu de la Creu.

### Senyora jurisdiccional
Isabel va exercir de senyora jurisdiccional de les baronies de Solsona fins a la majoria d'edat del seu fill. Guillem es va casar el 1535 amb Helena de Cardona, filla del bisbe de Barcelona, Joan de Cardona, entroncant així per segona vegada amb la família més important del moment a Catalunya.
El 1534 és cridada a la cort d'Isabel de Portugal com a possible preceptora de la infanta Maria, intent que no fructificà. Seguidament, es traslladà a Lleida on professà com a monja del monestir de Santa Clara.
Jeroni Pujades al capítol 8 del llibre 14 de la Crònica universal de Catalunya diu que va ser Terciària de Sant Francesc, d'un esperit sublim i de molta erudició.Predicava molt sovint a la capella del Peu de la Creu que temps després esdevindrà l'església dels Àngels, fet testimoniat per Miquel Canyelles al procés de beatificació de sant Ignasi de Loiola. Anava pels carrers de Barcelona demanant almoina amb un cove per distribuir als pobres.

### Isabel viatja a Roma. Fundacions a Niça, Vercelli i Milà.
El 1536 apareix a les ordinacions de l'Arxiconfraria de la Sang de Barcelona en primera posició juntament amb homes notables de la ciutat. Alfonso García Matamoros en 1553 escrivia que era una matrona noble de Barcelona, comparant-la en l'estudi de les belles lletres i pel seu fecund enginy, amb Diotima platònica, i en els costums amb santa Paula de Roma. Tot i que Caresmar i altres la citen com a escriptora, Torres i Amat escriu que no havia pogut trobar cap títol dels seus escrits, encara que sabem d'un manuscrit d'ella titulat Fidei orthodoxae antidotum conegut com a Tristis Isabella que està indexat a la Biblioteca del Escorial.
L'any 1543 va viatjar a Roma acompanyada entre d'altres per Isabel Roser. El fet més destacable de la seva estança romana va ser la prèdica davant dels cardenals i del papa Pau III. El 1547 durant el viatge de tornada a Barcelona, van fer parada a Vercelli, ciutat del Piemont. No se sap el temps que hi va romandre, però el cert és que el 1550 la trobem a Barcelona per tal de solucionar assumptes relacionats amb els actes delictius que havia comès el seu fill Guillem. Guillem, assabentat que la seva esposa Elena de Cardona havia tingut una filla -Maria- amb el seu cunyat Miquel de Senesterra va presentar-se a casa seva un dia indeterminat de l'any 1548 i assassinà a Miquel, deixant malferits a Elena i al canonge Jaume Sunyer que moririen dies després. Guillem és tancat a la presó, però aconseguí d'escapar-se i fugí, agrupant una quadrilla i dedicant-se a la vida bandolera. Isabel, veient que no podria fer res pel seu fill i pressionada pels seus familiars va tornar a Itàlia el 1551. El vaixell que la duia a Gènova va patir una forta tempesta i es va haver d'aturar a Niça. Reconeguda per la seva fama i virtuts tant els síndics municipals de Niça com les autoritats eclesiàstiques amb el beneplàcit del príncep de Savoia, Emmanuel Filiberto, fundà aquell mateix any el primer convent de Santa Clara de Niça.
L'any 1553 tornà a Vercelli on fundà el Collegio delle Orfane de Santa Maria de Loreto i el 1555, a Milà, la casa de dones recollides de Santa Maria del Soccorso delle Anime, amb la col·laboració en totes dues fundacions de Maddalena Borromeo, tia de sant Carlo Borromeo.
Molts autors pensen que Isabel de Josa tenia el desig de posar-se sota l'obediència d'Ignasi de Loiola. Si bé en el cas d'Isabel Roser aquest desig fou evident, no és tan clar en el cas d'Isabel de Josa, ja que sembla més independent i desitjosa d'executar aquelles obres caritatives a les quals se sent cridada sense la intermediació del Sant.
Va morir a Vercelli el 5 de març de 1564, als 73 anys.